# ESDPネットワーク
ESDPネットワーク（英語: European Spatial Development Planning、略称：ESDP-Network）は、都市計画に関わるヨーロッパの研究大学からなる国際協力ネットワーク。1987年に設立された。

## 加盟校
ベルギー
- ルーヴェン・カトリック大学

 フランス
- リール北フランス大学
- フランソワ・ラブレー大学

 ドイツ
- ブレーメン大学

 ギリシャ
- ハラコピオ大学

 イタリア
- ミラノビコッカ大学
- レッジョ・カラブリア大学
- トリノ工科大学
- ローマ・ラ・サピエンツァ大学
- フェデリコ2世・ナポリ大学

 ポルトガル
- アベイロ大学

 スロバキア
- スロバキア工科大学ブラチスラヴァ校

 スペイン
- バスク大学

 スウェーデン
- スウェーデン王立工科大学
- ブレーキンゲ工科大学

 トルコ
- 中東工科大学

 イギリス
- ニューカッスル大学
- カーディフ大学